# 迷ヒ家ノ鬼
『迷ヒ家ノ鬼』（まよいがのおに）とは、サンソフト内のGセクション部が製作した携帯電話向けホラーテキストアドベンチャーゲームである。公式サイトのナイトメア・プロジェクトでダウンロードすることができる。

## 概要
本作は一夜怪談同様コマンド選択型の短編アプリとなっており、基本は各部屋を「調べる」もしくは「移動」のコマンドを操作してストーリーを進めていく。今作では『移動』の際地図が表示され、移動したい部屋を選択できるようになった。また、前作『Seventh blood vampire』の様にゲージに表示された時間制限内に敵から逃ないとゲームオーバーになる場面もある（ただしその際はリトライ可能）。

## あらすじ
主人公・香住ヨウスケは高校の林間学校で水汲みを頼まれ、水場を探しているうちに道に迷ってしまう。
その時、目の前に同じ高校のジャージを着た女子生徒（遠島マリカ）の姿を発見した香住は、彼女についていくうちに廃屋に辿りつく。
遠島の姿を見失った香住は廃屋の中へと足を踏み入れるが、そこで首吊り自殺する着物姿の少女を目にした瞬間、突如廃屋が変貌して香住と遠島は閉じ込められてしまう。
彼らは廃屋からの脱出を目指し、内部の探索を進める中で鍵となるおはじきを集めつつ、少女による村人の殺害を何度も目の当たりにしながら真相に近づいていくことになる。
そして、遂に突き止めた真相とは、飢饉による食糧不足から比較的裕福だったユエの家に食糧などを無心するようになっていた村人が、ユエの父にそれを断られるとユエの父母を殺害し残されていた食糧や金品を奪った上、ユエ一家の欧米人風の外見から鬼を殺しただけと正当化していたことや、納戸に隠れていて生き残ったユエが復讐のために村人たちを次々に殺害し、自身も自殺の末に春を待ちながら村人の殺害を繰り返す地縛霊となっていたというものであった。
エンディングは、香住と遠島が廃屋からの脱出に成功(ユエを地縛霊状態から開放するパターンとしないパターンがある)するものと、香住のみ脱出に成功するものがある。

## 登場人物
香住ヨウスケ
本作の主人公。15歳の高校1年生。廃屋で“あるもの”を目にしたために遠島と共に屋敷に閉じ込められてしまう。
わりと常識人であるが、それゆえに遠島に振り回されがちである。血が苦手。
しかし、かなりマイペースな遠島を見捨てないなど、面倒見の良い性格でもある。
遠島マリカ
主人公の隣のクラスに在籍している女子生徒。16歳の高校1年生。
香住同様廃屋に閉じ込められるのだが、どんな状況であっても食欲が全てを優先するというかなり強い心の持ち主。
凄惨な現場を見ても全く物怖じせずに行動する。
難しい事を考えることが苦手。そのため思い立ったら即行動に移すが、それ故にトラブルにも見舞われやすい。
ユエ
香住と遠島が迷い込んでしまった、廃屋に彷徨うきはだ色の着物を着た少女。
裕福な家に生まれ、何不自由ない生活をしていたが、住んでいる村に飢饉が訪れた事をきっかけにしてその暮らしは徐々に陰りが差してゆく。
父方の祖父が外国人で、肌が白く明るい栗色の髪をしており、近隣の村人からは奇異の目で見られている。
ユエの両親
父親は文筆業を生業とする心優しい男性。外国人と日本人の間に生まれたため、白い肌・赤い髪をしている。母親は日本人。